# Bayldonita
La bayldonita es un mineral del tipo arseniato, encuadrado por tanto en la clase de los minerales fosfatos. Fue por primera vez descubierta en 1865 por el físico y recolector de minerales británico John Bayldon en la localidad tipo, la mina Penberthy Croft, cerca de St Hilary, en Cornualles, Inglaterra. Fue descrita específicamente por A. H. Church, que lo nombró en reconocimiento a su descubridor.

## Formación y yacimientos
Es un mineral secundario relativamente raro de encontrar, se forma en las zonas de oxidación de los depósitos polimetálicos, sobre todo en los yacimientos de cobre y de plomo.
Minerales a los que se encuentra asociado en estos depósitos: olivino, mimetita, malaquita, duftita, cerusita, beudantita, barita, azurita o anglesita.

## Usos
Se extrae en las minas metalíferas mezclado con otros minerales del mismo tipo para la extracción de los metales que llevan.